# Bundestagswahlkreis Elbe-Havel-Gebiet
Der Bundestagswahlkreis Elbe-Havel-Gebiet war ein Wahlkreis in Sachsen-Anhalt bei den Bundestagswahlen 2002 und 2005. Er trug die Wahlkreisnummer 67 und umfasste den ehemaligen  Ohrekreis sowie die ehemaligen Landkreise Anhalt-Zerbst und Jerichower Land.
Der Vorgängerwahlkreis mit ähnlichem Territorium war von 1990 bis 2002 der Wahlkreis 284 Elbe-Havel-Gebiet und Haldensleben – Wolmirstedt, der die ehemaligen Landkreise Burg, Genthin, Havelberg, Haldensleben und Wolmirstedt umfasste.
Zur Bundestagswahl 2009 verlor Sachsen-Anhalt einen Wahlkreis. Da außerdem in Sachsen-Anhalt im Jahre 2007 eine größere Kreisreform stattfand, wurden die meisten Wahlkreise neu gestaltet. Dabei wurde der Wahlkreis Elbe-Havel-Gebiet aufgelöst. Sein größter Teil ging im neuen Wahlkreis Börde – Jerichower Land auf, bis auf diejenigen Gemeinden des ehemaligen Landkreises Anhalt-Zerbst, die jetzt zum Landkreis Anhalt-Bitterfeld gehören. Sie wurden dem Wahlkreis Anhalt zugeordnet.

## Letzte Wahl
Die Bundestagswahl 2005 hatte folgendes Ergebnis:
| Direktkandidat           | Partei      | Erststimmen in % | Zweitstimmen in % | Bundestagswahl 2002 Zweitstimmen in % |
| ------------------------ | ----------- | ---------------- | ----------------- | ------------------------------------- |
| Waltraud Wolff           | SPD         | 37,4             | 33,3              | 43,6                                  |
| Norbert Beckmann-Dierkes | CDU         | 28,7             | 26,8              | 30,1                                  |
| Michael Bremer           | Die Linke.  | 23,0             | 25,1              | 13,1                                  |
| Andrea Remus             | FDP         | 4,6              | 7,4               | 8,0                                   |
| Ernst Dörfler            | GRÜNE       | 3,0              | 3,7               | 3,1                                   |
| Dieter Barfuß            | NPD         | 2,8              | 2,3               | 0,9                                   |
| –                        | REP         | –                | 0,3               | –                                     |
| –                        | MLPD        | –                | 0,2               | –                                     |
| Rainer Gerdung           | Offensive D | 0,7              | 0,4               | –                                     |
| –                        | Pro DM      | –                | 0,4               | –                                     |

## Bisherige Abgeordnete
Direkt gewählte Abgeordnete des Wahlkreises Elbe-Havel-Gebiet bzw. Elbe-Havel-Gebiet und Haldensleben – Wolmirstedt waren:
| Wahl | Name                | Partei | Erststimmen in % |
| ---- | ------------------- | ------ | ---------------- |
| 2005 | Waltraud Wolff      | SPD    | 37,4             |
| 2002 | Waltraud Wolff      | SPD    | 45,1             |
| 1998 | Waltraud Wolff      | SPD    | 43,3             |
| 1994 | Peter Letzgus       | CDU    | 40,9             |
| 1990 | Hans-Joachim Sopart | CDU    | 43,3             |